# Svält (film)
Svält (på norska och danska Sult) är en svensk/norsk/dansk film från 1966 regisserad av Henning Carlsen. Filmen är baserad på Knut Hamsuns roman med samma titel.

## Om filmen
Per Oscarsson spelade huvudrollen i filmatiseringen av den norska författaren Knut Hamsuns roman Svält (Sult). Romanen hämtar sin handling från 1890-talets Kristiania (nuvarande Oslo). Filmen regisserades av den danske filmregissören Henning Carlsen. Filmen Sult var ett av de första samarbetsprojekten i skandinavisk film – mellan Norge, Danmark och Sverige. Per Oscarsson svalt själv under lång tid före filminspelningen så att han skulle se mer utmärglad ut. Han belönades med priset för bästa manliga skådespelare vid Cannesfestivalen 1966. Filmen är inspelad i Oslo, bland annat på Vaterland, en del av Oslo som sedan har ändrat sig dramatiskt. Många av de gator och byggnader som vi ser i filmen finns inte längre.
Svält har visats i SVT, bland annat i juli 2019.

## Rollista i urval
- Per Oscarsson – Pontus
- Gunnel Lindblom – Ylajali
- Birgitte Federspiel – hennes syster
- Knud Rex – hyresvärd
- Hans W. Petersen – specerihandlare
- Henki Kolstad – redaktör
- Roy Bjørnstad – Konstantin
- Sverre Hansen – målare
- Pål Skjønberg – konstapel
- Else Heiberg – hyresvärdinna
- Lise Fjeldstad – liten flicka
- Carl Ottosen – sjöman